# Вулиця Хіміків (Житомир)
Вулиця Хіміків — вулиця в Корольовському районі міста Житомир.

## Розташування
Знаходиться на теренах Смоківки — Мар'янівки, неподалік хутора Затишшя. Бере початок від Руданської вулиці. Прямує на північний схід. Завершується у Вересовому проїзді.

## Історія
Вулиця та її забудова почали формуватися на вільних від забудови землях у 1990-х роках.
У 1989 році отримала чинну назву. Назва обумовлена тим, що ділянки під забудову обабіч нової вулиці було надано працівникам заводу хімічного волокна.